# Нордландер, Мод
Мод Эли́забет Нордла́ндер (швед. Maud Elisabet Nordlander; род. 11 ноября 1943) — шведская кёрлингистка.
В составе женской сборной Швеции участник двух чемпионатов мира (лучший результат — стали бронзовыми призёрами в 1986) и чемпионата Европы 1985 (заняли пятое место). Трёхкратная чемпионка Швеции среди женщин.
Играла в основном на позициях третьего и четвёртого.

## Достижения
- Чемпионат мира по кёрлингу среди женщин: бронза (1986).
- Чемпионат Швеции по кёрлингу среди женщин: золото (1970, 1973, 1985).
- Чемпионат Швеции по кёрлингу среди ветеранов: серебро (2008).

- В 1977 введена в Зал славы шведского кёрлинга[англ.] (швед. Stora Curlare).[4]

## Команды
| Сезон   | Четвёртый       | Третий                 | Второй           | Первый            | Турниры                      |
| ------- | --------------- | ---------------------- | ---------------- | ----------------- | ---------------------------- |
| 1969—70 | Goldis Berggren | Barbro Berggren        | Birgitta Jarehov | Мод Нордландер    | ЧШЖ 1970                     |
| 1972—73 | Gunvor Hamberg  | Мод Нордландер         | Ewa Hallberg     | Birgitta Eriksson | ЧШЖ 1973                     |
| 1984—85 | Мод Нордландер  | Инга Арвидссон         | Ульрика Окерберг | Барбро Арвидссон  | ЧШЖ 1985 · ЧМ 1985 (4 место) |
| 1985—86 | Мод Нордландер  | Инга Арвидссон         | Ульрика Окерберг | Барбро Арвидссон  | ЧЕ 1985 (5 место) · ЧМ 1986  |
| 2007—08 | Инга Арвидссон  | Мод Нордландер         | Ewa Linderholm   | Ульрика Окерберг  | ЧШВ 2008                     |
| 2010—11 | Инга Арвидссон  | Ульрика Окерберг-Пальм | Inger Berg       | Мод Нордландер    |                              |

(скипы выделены полужирным шрифтом)